# 薛社普
薛社普（1917年9月26日—2017年3月10日），广东江門市新会區人氏，中国细胞生物学家，中国医学科学院基础医学研究所研究员，中国协和医科大学教授。1991年当选为中国科学院院士（学部委员）。

## 生平
1943年毕业于重庆国立中央大学博物系，1947年获该校生物系获硕士学位。1951年获美国华盛顿大学 (圣路易斯)理科哲学博士学位。